# 米斯特尔巴赫 (德国)
米斯特尔巴赫是德国巴伐利亚州的一个市镇。总面积6.13平方公里，总人口1637人，其中男性800人，女性837人（2011年12月31日），人口密度267人/平方公里。